# Miro Allione
Miro Allione, all'anagrafe Admiro Allione (Milano, 20 dicembre 1932 – Roma, 14 gennaio 2006), è stato un economista, dirigente d'azienda e saggista italiano.

La firma di Miro Allione

Fu docente universitario di matematica, direttore generale della STET, nonché fondatore, presidente e amministratore delegato della Stream.

## Biografia
Primo figlio di Abramo Allione, fin dalla nascita utilizza il nome Miro, dato che il nome Admiro venne registrato erroneamente all'anagrafe senza poi essere mai cambiato. Dopo gli studi si laurea in economia, presso Università degli Studi di Milano nel 1954, e poi in matematica presso l'Università Bocconi nel 1960. Prosegue la carriera accademica insegnando in università italiane materie di urbanistica, economia e matematica, fra cui quelle rientranti nell'ambito della teoria dei sistemi, di cui ha poi ottenuto la libera docenza. In particolare, nella prima metà degli anni 70, è stato professore di fondamenti di economia politica al corso di laurea di urbanistica dell'Istituto universitario di architettura di Venezia, tenendo anche corsi sull'applicazione dell'analisi dei sistemi ai problemi territoriali,  sull'evoluzione dell'imperialismo in America Latina,  sulle nuove forme di dipendenza della "periferia" rispetto al "centro".
Nel 1960, dopo alcune collaborazioni con il Centro nazionale di prevenzione e difesa sociale (CNPDS), entra a far parte del comitato scientifico dell'Istituto Lombardo di Studi Economici e Sociali (ILSES), divenendone poi vice direttore fra il 1964 e 1966.  Con l'ILSES pubblicò anche alcuni libri e partecipò a convegni per conto dello stesso.
Fra il 1974 e il 1981, dopo aver lavorato come business analyst con alcune società di ingegneria italiane e straniere operanti con le banche di sviluppo in America Latina, Medio oriente, Africa ed Asia, ha partecipato alla fondazione della SOTECNI (Società Tecnica Internazionale, oggi Systra-Sotecni), una società di progettazione e supervisione lavori che ha realizzato opere in campo ferroviario in Italia e all'estero.
Tra il 1981 e il 1993 è stato dirigente STET, assumendone dapprima il ruolo di responsabile delle strategie, passando poi a responsabile del settore manifatturiero, poi condirettore centrale della pianificazione industriale, per poi diventarne direttore generale nel 1990. Partecipò all'ideazione del Progetto Socrate unitamente a Ernesto Pascale. Nel 1993 lasciò la STET per fondare la Stream SPA, la quale, in breve tempo, divenne la seconda Pay TV italiana, prima trasmettendo via cavo e poi via satellite. In Stream ricoprì fino al 1999 il ruolo di presidente ed amministratore delegato. A capo della Stream propose idee all'avanguardia anche di molti anni, quali la TV interattiva e quella di fornire i servizi televisivi attraverso internet, quest'ultima idea tuttavia restò irrealizzata a causa dell'opposizione del resto della dirigenza, visti i costi elevati, e dalla difficoltà pratica di realizzazione a causa dell'arretratezza delle infrastrutture di rete italiane nonché per via della scarsa velocità fornita al tempo dagli ISP nazionali. Nei primi mesi del 1999 lasciò la presidenza della Stream, a causa di contrasti con il consiglio di amministrazione della società, dovuti anche alla volontà di vendere parte del capitale azionario della società a News Corporation.
Dal 1999 fece parte del consiglio di amministrazione della Systeam SPA,  società informatica operante nell'integrazione di sistemi.
Nel 2001 è stato presidente ed amministratore delegato di Marine Contractor, una società operante per la Fincantieri nel campo della costruzione di navi da crociera.
Durante la sua vita scrisse alcuni libri, numerosi saggi, articoli su giornali nazionali (in particolare il manifesto) e riviste specializzate, interventi su radio (fra cui alcuni su Radio Radicale) e televisione, su temi di economia, telecomunicazioni e matematica.

### Vita privata
Miro Allione ebbe due figli dal primo matrimonio, Sandro e Andrea.
Successivamente al divorzio dalla prima moglie, si sposò il 16 aprile 1992 con Anna Maramao, con la quale ebbe un altro figlio, Marco.
Durante tutta la sua vita fu grande appassionato di tennis, sport che praticava molto spesso, partecipando anche ad alcuni tornei amatoriali, tanto da vincere una Maserati Biturbo Spyder in palio al Torneo Sponsor 1991 della Società Ginnastica Roma.
Collezionista di soldatini di piombo ne vantava una vasta collezione, comprendente, fra gli altri, la riproduzione dell'intera fanfara dei carabinieri a cavallo. Detta collezione veniva arricchita ogni anno dai regali di amici, parenti e colleghi di lavoro, ben consci della sua passione.
Venne a mancare a Roma, nel gennaio 2006, dopo alcuni mesi di ricovero in ospedale. Dopo la cremazione, le sue ceneri furono sparse nei boschi vicino a Orvieto, zona dell'Umbria che amò molto negli ultimi anni della propria vita e dove possedeva, con la moglie Anna Maramao, una casa di campagna.
Dopo la sua scomparsa, i figli Sandro e Andrea hanno scelto di dedicare il proprio lavoro a settori simili a quelli di cui si occupava il padre, mentre Marco, raggiunta la maggiore età, ha scelto di seguire la carriera militare come maresciallo dell'Arma dei Carabinieri.

## Opere
- Ecco Milano, M. Allione, A. Colombo, E. Faiella, Nuova Mercurio Editore Milano, 1958
- I piani intercomunale: Pianificazione economica e pianificazione urbanistica, M. Allione, P. Ceccarelli, B. Secchi, editore ILSES, 1962
- Analisi econometrica della regione milanese e modelli di sviluppo economico, M. Allione, ILSES, 1962.
- Sulla costruzione di modelli di previsione dei movimenti migratori, M. Allione, Milano, Edizioni di Comunità, 1964.
- L'esperienza di pianificazione al livello dell'amministrazione pubblica locale: qualche problema pratico, M. Allione, ILSES, 1966.[45]
- Il nuovo piano del Comune di Milano: alcune indicazioni di lavoro, M. Allione, Milano, editore ILSES, 1966.[46]
- Criteri di efficienza per le scelte dell'impresa pubblica, Luigi Frey, M. Allione, A. Brenna, 1967.[47]
- Crisi della sinistra, partiti e societa civile, Ugoberto Alfassio Grimaldi, M. Allione, Club Turati, Passato e Presente, Milano, 1967.[48]
- Atti del seminario sulla programmazione economica e l'assetto territoriale tenuto presso l'Istituto di Architettura e Urbanistica dell'Università di Bologna, M. Allione, Bologna, 1968.
- La pianificazione territoriale in Italia, M. Allione, Padova Marsilio, Venezia, 1976. ISBN 8831702475 - ISBN 9788831702478
- Capitale e territorio: processo capitalistico e utilizzazione del territorio in Italia, M. Allione, Francesco Indovina, FrancoAngeli, 1978. - ISBN 9788820453657
- Potere e piani urbanistici, M. Allione, Paolo Ceccarelli, FrancoAngeli, 1980. ISBN 8820409046 - ISBN 9788820409043
- Poder y planificación urbanística: ideología y técnica de la ordenación racional del territorio, M. Allione, Paolo Ceccarelli, Oikos-tau, Barcellona, 1980. - ISBN 8428104328 - ISBN 9788428104326

### Curatele
- Un Matematico e l'Economia, Bruno de Finetti (autore); Miro Allione, Francesco Indovina (editori), FrancoAngeli, 1969.[49]
- Collana di Economia, M. Allione quale direttore editoriale unitamente a Francesco Indovina, FrancoAngeli, 1969.[50]
- Le decisioni di investimento pubblico, (raccolta a cura di M. Allione), FrancoAngeli, 1971. ISBN 8820401797 - ISBN 9788820401795

### Altro
- Le condizioni dei lavoratori in Italia. Nota metodologica. Alcune risultanze, Miro Allione, Giorgio Galli, su Tempi Moderni n. 2, pag 85-89 89-94, Roma, aprile 1958;[51]
- Lavoratori e sindacati di fronte alle trasformazioni del processo produttivo, M. Allione, sezione nel 2° volume dal titolo L'atteggiamento dei membri di Commissione interna di fronte al progresso tecnologico: indagine svolta nella zona industriale di Milano dal Centro di ricerche economiche e sociali - libri a cura di Franco Momigliano, AA.VV., Feltrinelli, Milano, 1962.[9]
- Problemi di teoria e di metodo: 2. L'energia elettrica nella contabilità nazionale ed in quella regionale, M. Allione, Francesco Forte, Franco Momigliano, ILSES, Milano, 1962.[52]
- Piano regolatore generale di Novara L. Menghetti, L. Airaldi, M. Allione, F. Buzzi Ceriani, V. Gregotti, S. Rizzi, A. Secchi, G. Stoppino, 1962-63.
- Piano per l’edilizia economica e popolare di Novara, L. Menghetti, L. Airaldi, M. Allione, F. Buzzi Ceriani, V. Gregotti, S. Rizzi, A. Secchi, G. Stoppino, 1962-63.
- Piano particolareggiato sull’area dell’ex caserma Perrone a Novara L. Menghetti, L. Airaldi, M. Allione, Franco Buzzi Ceriani, V. Gregotti, S. Rizzi, A. Secchi, G. Stoppino, 1962-63.
- Alcune considerazioni critiche sui "Preliminari ad un programma di sviluppo economico della Lombardia", M. Allione, Monografia riservata ILSES, Milano 1967.[53]
- Valore e uso del suolo urbano - Contributo a una teoria generale della rendita, William Alonso, introduzione a cura di M. Allione, Padova Marsilio, 1967. ISBN 2560848039146
- L'ipercomplessità tra socio-sistemica e cibernetiche, FrancoAngeli, Achille Ardigò, Graziella Mazzoli (autori), contributi di M. Allione, 1990. ISBN 9788820437480
- Introduzione all'Economia dello Sviluppo, Franco Volpi (autore), contributi di M. Allione e Francesco Indovina, Milano, 1994.  ISBN 9788820483609